# 美肌一族
『美肌一族』（びはだいちぞく）は、
1. 化粧品企画販売会社・ラブラボが販売しているスキンケアグッズ商品ブランド。
2. ラブラボが上記商品のプロモーション用にバンダイの関連会社・バンダイフィルと提携して設定したキャラクターと舞台設定・ストーリーをベースに作られた携帯小説（挿し絵風コミック付き）、およびこの小説を元に製作された連続テレビアニメ作品。アニメは2008年10月6日から同年12月22日までテレビ東京で放送された（放送形態の詳細は#アニメの節を参照）。
3. メンバー　丈太郎（肌荒れまくり）

## 商品概要
基本的に若い女性を対象とし、肌のケアに特化した商品展開を行っている。2006年に先述した携帯小説を商品に先がけて配信した後、2007年から商品展開を開始した。主力商品であるシートマスク（顔型のシートに予め美容液を染みこませた顔パック用美容グッズ）は、小説を配信した携帯サイトで限定発売した際に1日で6万個以上が完売。現在シリーズ全商品あわせて累計600万個を販売した、とラブラボ社は公表している。

### 主な商品
商品ヨコのキャラクター名は、その商品パッケージにプリントされているキャラ。
- シートマスク（美肌紗羅 / 祐天寺咲 / 復刻版・美肌ルミ子）おまけコミックも印刷されている。
- 入浴剤（美肌紗羅・ミルキーバス、ホットバス / 祐天寺咲・ハーバルバス / ＜良縁＞白樺の湯 美肌ルミ子）

この他、メークアップ商品（リップグロスなど）もあり。

## 物語概要
往年の昼メロのような大仰な舞台設定のもと、クラシックな少女マンガタッチで描かれたキャラクターたちが長きに渡って繰り広げる「愛と美の純愛コスメティックストーリー」である。
アニメ版あらすじ
美肌史上に偉大な足跡を遺し続け、「美肌界」で頂点に君臨しつづける一族があった。その名は「美肌家」。
1998年、美肌家次女・紗羅が伝統と権威あるグローバルコンテスト「美肌世界大会（WBC ワールド・ビハダ・チャレンジ）」グランプリを難なく獲得し栄光の頂点を極めた夜、美肌家に代々伝わる一子相伝の家宝「美肌七宝典」が奪われた！それも美肌家の長女・咲の手によって…。
これを境に美肌家は見る影も無く没落。一方、咲は美肌界の名門である祐天寺家の長男・龍哉の妻となりWBCグランプリを3連覇。美と富を両手に握った咲だが、なおも有形無形の嫌がらせを美肌家に続けていく。
果たして紗羅は咲から「美肌七宝典」を取り戻し、家の栄光と自身の美肌を取り戻せるのであろうか？

## 登場キャラクター
- 声は、テレビアニメ版における声の出演者。
- ナレーションは、沢海陽子。
- アニメ版の性格や行動は原作と微妙に異なるため、基本設定とは分離して記載した。

### 美肌姉妹
美肌 紗羅（びはだ さら）
声 - 庄司宇芽香
本作の主人公。咲の双子の妹。その明るい性格と生まれついての天然美肌がもたらす美しさゆえ、誰でも彼女に愛情を注がずにはおられない。
アニメ版
少々コミカルな言動と行動、大げさな口調が強調されている。没落後、様々なバイト（清掃員やマグロ船での漁業など）をこなして逞しく生き抜き、幻想世界に生きる母親を支えながら美肌家の復興にいそしむ。
祐天寺 咲（ゆうてんじ さき）
声 - 喜多村英梨
紗羅の双子の姉（旧名・美肌咲）。祐天寺家の長男・龍哉と駆け落ちの末結婚した。浮世離れした性格。
アニメ版
紗羅とのライバル関係を強調するためか、非常にエキセントリックな性格になっている。人々の愛情を一心にうける華麗な妹に幼い頃からコンプレックスを抱きつつ努力と根性で美肌を維持し続ける。紗羅がWBCグランプリを獲得し美肌家当主の座を受け継ぐことが決定した夜、長年の鬱屈が爆発。美肌七法典を奪い美肌界に下克上を起こした。

### 美肌家
美肌 ルミ子（びはだ ルミこ）
声 - 沢海陽子
美肌家最後の当主であり、咲と紗羅の母。彼女もかつてはWBCで連覇を重ねて美肌界の頂点に君臨していた。
アニメ版
美肌家没落と夫の急死というダブルショックで精神を病み、以後は栄光の幻想に浸って生きる。
美肌 賢也（びはだ けんや）※アニメでは「ケン也」
声 - 掛川裕彦
咲と紗羅の父。社交界ではそれなりの地位にあるらしい。
アニメ版
美肌家没落による苛烈な債務取立てと咲があたえた精神的ショックが体を蝕み、この世を去る。

### 祐天寺家
祐天寺 龍哉（ゆうてんじ たつや）
声 - 狩野英孝
美肌家と並ぶ名門・祐天寺家の長男。咲との運命的出会いによって恋に落ちる。いかにも「いいとこのイケメンお坊っちゃま」然としている。
アニメ版
咲と共に美肌家没落に関り、祐天寺家が美容業界のトップに立ったことで社交界でも有数の地位を獲得するに至る。

### その他
源 剛（みなもと つよし）
声 - 中村優一
紗羅が一目惚れした、バイト先（祐天寺グループの会社）のイケメン青年男性社員。バイトの紗羅にも分け隔てなく接する優しい性格。
SMK（エスエムケー）
声 - 菅生隆之
本名不明。「通りすがりのケチな評論家」と自称する銀髪の老人。実はWBC審査員でもある。パーティ会場にはペットの猫（声：あおきさやか）と共に現れる。サングラスと赤いトックリセーターがトレードマーク。
白鳥 愛（しらとり あい）
声 - 豊崎愛生
幼い頃から芸能界で国民的人気を得ているスーパーアイドル。
鎌田 マサオ（かまた マサオ）
声 - 小野大輔
メイクアップアーティストにしてナチュラルボーンおかま。チャイドル時代の愛にメーキャップをしてあげたこともある。後に思うところあってバー「ベラどんな」の雇われママに転職、紗羅と関りを持つようになる。

## アニメ
2008年10月6日から同年12月22日までテレビ東京で毎週月曜 25時30分 - 26時00分に放送されていた関東ローカルの深夜番組『週刊 美肌一族』内で、全12話の連続短編アニメーションが放送された。原作よりもギャグの演出が暴走気味な作風になっているが、あくまでも「愛と美の純愛コスメティックストーリー」である。
前番組だった『ワールド・デストラクション 〜世界撲滅の六人〜』の終了後にアニメ枠は一時途絶えていたが、本番組は非アニメ番組ではない作品を放送している。同作品の終了後は『宇宙をかける少女』にてアニメ枠を再開している。
テレビ東京が実施しているインターネットを利用したアニメ配信サービス・あにてれしあたーで一定期間内の無料配信も実施している。また、2009年1月8日からは音楽専門チャンネル・MUSIC ON! TVにて、毎週木曜 17時15分 - 17時25分ほかにアニメパートのみが放送されている。
『週刊 美肌一族』について
30分の番組中、前半10分は『美肌一族』を放送し、後半は「テレビ通販の貴公子」と異名を取る（らしい）ベガス味岡が司会する通販コーナーとなる複合番組形態を取っている（番組冒頭にもベガスが登場し「まばたき禁止!」と視聴者にアピールする）。
なお、通販で紹介する商品はアニメと特に関連性は無い。

### スタッフ
- 原作・監修 - ラブラボ／バンダイフィル
- 監督・絵コンテ・撮影監督 - 加藤道哉
- シリーズ構成 - 黒住光
- キャラクターデザイン・総作画監督 - 東美帆
- 美術監督 - 海津利子
- 色彩設計 - 黒柳朋子
- 3D監督 - 設楽友久
- 音響監督 - はたしょう二
- 音楽 - manzo、森本清人
- イラスト協力 - 奈々子
- 制作プロデューサー - 江本徳泉
- アニメーション制作協力 - エッグ、サイクロングラフィックス
- アニメーション制作 - オムニバス・ジャパン
- 製作 - 美肌一族製作委員会（アスミック・エース エンタテインメント、バンダイ、ソニー・ミュージックエンタテインメント、オムニバス・ジャパン）

### 主題歌
オープニングは歌なし。いかにもな感じのストリングスが奏でられる短いBGMが流れる。
エンディング「JET★GIRL」
作詞 - MIE, AILA / 作曲・編曲 - 黒光雄輝 / 歌 - Lil'B (DefSTAR RECORDS)

### 各話リスト
| 話 | サブタイトル                   | 脚本     | 演出       | 作画監督   |
| -- | ------------------------------ | -------- | ---------- | ---------- |
| 1  | 華麗なる美肌一族の巻           | 黒住光   | 秦義人     | -          |
| 2  | 美と宿命のプレリュードの巻     | 黒住光   | 秦義人     | -          |
| 3  | 祐天寺帝国の陰謀の巻           | 黒住光   | 岡尾貴洋   | -          |
| 4  | 私、仕事に生きますわの巻       | 黒住光   | 細田雅弘   | -          |
| 5  | 私、キレイになりますわの巻     | 高橋郁子 | 佐々木皓一 | -          |
| 6  | 私こそ美肌家の娘ですわの巻     | 高橋郁子 | 岡尾貴洋   | 谷口繁則   |
| 7  | 涙の回転スキンケアの巻         | 黒住光   | 秦義人     | 山崎展義   |
| 8  | 愛と憎しみのエチュードの巻     | 高橋郁子 | 秦義人     | 桜井このみ |
| 9  | 愛と美が壊れるときの巻         | 黒住光   | 三原武憲   | 桜井このみ |
| 10 | 炎のワールド美肌チャレンジの巻 | 高橋郁子 | 秦義人     | 高橋敦子   |
| 11 | 骨肉の頂上決戦の巻             | 黒住光   | 秦義人     | 山本美佳   |
| 12 | 紗羅よ立て、君は美しいの巻     | 黒住光   | 岡尾貴洋   | -          |

### 関連CD
- 激情盤 美肌一族（2009年5月27日、DFCL-1567） - 初回限定盤にはオリジナルステッカーが封入されていた。

| テレビ東京 月曜25:30枠                                                   | テレビ東京 月曜25:30枠                     | テレビ東京 月曜25:30枠                      |
| 前番組                                                                   | 番組名                                     | 次番組                                      |
| ------------------------------------------------------------------------ | ------------------------------------------ | ------------------------------------------- |
| ワールド・デストラクション 〜世界撲滅の六人〜 （2008年7月7日 - 9月29日） | 週刊 美肌一族 （2008年10月6日 - 12月22日） | 宇宙をかける少女 （2009年1月5日 - 6月29日） |